# Linia kolejowa nr 211
Linia kolejowa nr 211 – drugorzędna linia kolejowa łącząca Chojnice z Kościerzyną przez Brusy i Lipusz. Położona w województwie pomorskim oraz na obszarze działania PKP PLK Zakładu Linii Kolejowych w Gdyni.

## Przebieg linii
Linia kolejowa nr 211 rozpoczyna się na stacji Chojnice, po czym w kierunku wschodnio/północno-wschodnim biegnie równolegle do linii 203. Następnie linia odchodzi na południe, by wspiąć się na wiadukt nad torami linii 203, po czym skręca o 90° w lewo. Już za Powałkami linia zaczyna skręcać na północny wschód aż do Żabna koło Chojnic. Po minięciu tego przystanku linia biegnie na północ, po czym omijając przeszkody terenowe dociera do Lipusza. W Lipuszu skręca w prawo w kierunku wschodnio/północno-wschodnim i dochodzi do linii 201, którą przekracza na wiadukcie. Następnie obie linie prawie równolegle biegną do Kościerzyny.
Linia biegnie przez teren powiatów chojnickiego i kościerskiego łącząc ich stolice. Trasa wiedzie przez trzy mezoregiony: Bory Tucholskie, Równina Charzykowska oraz Pojezierze Kaszubskie.
Linia kolejowa nr 211 na odcinku Chojnice-Kościerzyna wpisuje się w Kaszubski Korytarz Transportowy, natomiast na odcinku Kościerzyna-Lipusz (i dalej do Bytowa) w korytarz pojezierny.

## Historia

### Budowa
Linia kolejowa łącząca Chojnice z Kościerzyną była budowana w dwóch etapach na przełomie XIX i XX wieku. Odcinek pierwszy z Kościerzyny do Lipusza został oddany do użytku 1 grudnia 1900. Trasa była przejezdna już latem 1900 podczas budowy linii do Bytowa. 15 lipca 1901 linia została przedłużona do Bytowa (obecnie łącznica nr 738 i linia kolejowa nr 212). Początkowo ruch na linii był niewielki (3 pary pociągów lokalnych). Odcinek z Lipusza do Chojnic został natomiast otwarty 1 lipca 1902. Podczas otwarcia tej linii w Brusach zorganizowano festyn kultury niemieckiej.

### 1902-1945
W 1920 linia przeszła pod polską administrację. Jej utrzymaniem zajmował się Samodzielny Oddział Drogowy PKP w Chojnicach.
1 września 1939 podczas obrony Chojnic został wysadzony w powietrze wiadukt kolejowy.
W 1945 Niemcy przywiązywali dużą wagę do obrony Chojnic ze względu na istniejący tam węzeł kolejowy.

### 1945–1989
W 1978 PKP zapowiadała szybkie wycofanie parowozów z ruchu pasażerskiego oraz z ruchu towarowego na liniach o trudnym profilu w Północnej DOKP. W 1978 na terenie całej dyrekcji było 13 sprawnych parowozów, głównie obsługujących manewry. Ostra zima 1978/1979 spowodowała jednak powrót parowozów.

### po 1989
1 kwietnia 1991 zamknięto parowozownię w Kościerzynie (obecnie jest to Muzeum Kolejnictwa), a wraz z nią zakończyła się obsługa planowych pociągów w trakcji parowej. Pozostawiono jedynie parowozy obsługujące pociągi turystyczne (retro).
W 1992 w relacji Kościerzyna-Gdynia pojawiły się pierwsze szynobusy serii SA101, które okazały się wówczas za małe i wkrótce zostały przeniesione na linie o mniejszych potokach podróżnych, w tym na trasę Chojnice-Kościerzyna. W 1993 zawieszono połączenia relacji Kościerzyna - Lipusz - Bytów co spowodowało, iż linią nr 211 jeździły tylko pociągi relacji Chojnice - Kościerzyna, Chojnice - Brusy i Lipusz - Kościerzyna.

### XXI wiek
W marcu 2001 dzięki interwencji i dofinansowaniu samorządu województwa pomorskiego linia została uratowana przed likwidacją.
W 2004 od 12 kwietnia do 30 czerwca zawieszono ruch pociągów. Połączenie było jednak realizowane autobusową komunikacją zastępczą. Oficjalnym powodem zawieszenia był remont, jednakże samorząd województwa pomorskiego zaprotestował przeciwko tej decyzji PKP PR, gdyż uznał to za preludium do likwidacji tej linii.
W czerwcu 2011 z powodu prac torowych pomiędzy Tczewem a Gdańskiem pociągi towarowe jeździły objazdem przez Bąk i Kościerzynę. 29 czerwca 2011 na linii 201 tuż przed mostem na Wierzycy wykoleił się pociąg towarowy relacji Gdynia Port-Lublin; uszkodzeniu uległo 300 metrów toru oraz jedno z przęseł mostu. Szlak pomiędzy Kościerzyną a Bąkiem musiał z tego powodu zostać zamknięty; wymusiło to dodatkowy objazd linią 211. Objazd ten spowodował jeszcze większe problemy i zmniejszenie przepustowości połączenia obsługującego port w Gdyni.
W 2015 rozpoczął się pierwszy remont linii kolejowej na odcinku Powałki – Męcikał, natomiast od końca października do pierwszej połowy grudnia 2016 trwała rewitalizacja na odcinkach Chojnice – Powałki oraz Męcikał – Żabno koło Chojnic – Brusy. Po ich zakończeniu wzrośnie prędkość szlakowa z obecnych 50–80 km/h i pociągi pasażerskie oraz autobusy szynowe pojadą na tym odcinku 120 km/h z lokalnymi ograniczeniami do 80 km/h.
W 2021 roku linia przeszła remont wraz z wymianą infrastruktury pasażerskiej na przystankach osobowych i przebudową stacji w Brusach.

## Infrastruktura
Linia na całej długości wyposażona jest w elektromagnesy SHP. Na całej długości linia jest jednotorowa i niezelektryfikowana. W 2021 roku zabudowana została półsamoczynna blokada liniowa w celu zwiększenia bezpieczeństwa ruchu pociągów.

### Węzły
| nazwa lub stacja węzłowa | schemat węzła | linie i kierunki |
| ------------------------ | ------------- | --- |
| Chojnice                 |               | 203 – [Tczew – Kostrzyn nad Odrą] 208 – [Chojnice – Działdowo] 210 – [Chojnice – Runowo Pomorskie] 281 – [Chojnice – Oleśnica] |
| Lipusz                   |               | 212 – [Lipusz – Korzybie] |
| Kościerzyna              |               | 201 – [Nowa Wieś Wielka – Gdynia Port]                                                                                         |

### Stacje i przystanki kolejowe
Dworce na linii kolejowej nr 211 są zbudowane w różnych stylach. Największym oraz najstarszym dworcem jest ceglany, wielobryłowy dworzec w Chojnicach. Drugim pod względem metrażu jest, również wielobryłowy, dworzec w Kościerzynie. Następną grupę stanowią dwa typowo pruskie dworce w Brusach i Lipuszu, składające się z bryły głównej oraz przybudówek. Najliczniejszą grupę stanowią małe pruskie dworce, składające się z niewielkiej poczekalni, miejsca na kasę oraz niewielkiego mieszkania. Dworce te w wyniku modernizacji utraciły wiele szczegółów architektonicznych i dość mocno się od siebie różnią. Kolejną grupą stanowią dworce o architekturze socrealistycznej.
| Nazwa                | Zdjęcie                    | Liczba krawędzi peronowych | Infrastruktura                                                                                            | Źródło |
| -------------------- | -------------------------- | -------------------------- | --- | ------ |
| Chojnice             |                            | 8                          | Stacja Węzłowa – Wieża wodna, lokomotywownia, kasy biletowe, dworzec autobusowy, Videomat, plac ładunkowy | [ 26 ] |
| Powałki              | Przystanek Osobowy Powałki | 1                          | Przystanek osobowy                                                                                        | [ 27 ] |
| Męcikał              | ×                          | 1                          | Przystanek osobowy                                                                                        | [ 28 ] |
| Żabno koło Chojnic   | ×                          | 1                          | Przystanek osobowy                                                                                        | [ 29 ] |
| Brusy                | Zdjęcie stacji w Brusach   | 1                          | Stacja kolejowa                                                                                           | [ 30 ] |
| Lubnia               |                            | 1                          | Przystanek osobowy                                                                                        | [ 31 ] |
| Raduń                |                            | 1                          | Przystanek osobowy                                                                                        | [ 32 ] |
| Dziemiany Kaszubskie |                            | 1                          | Przystanek osobowy                                                                                        | [ 33 ] |
| Kalisz Kaszubski     |                            | 1                          | Przystanek osobowy                                                                                        | [ 34 ] |
| Lipuska Huta         |                            | 1                          | Przystanek osobowy                                                                                        | [ 35 ] |
| Lipusz               |                            | 3                          | Stacja kolejowa – lokomotywownia, wieża wodna                                                             | [ 36 ] |
| Łubiana              |                            | 1                          | Przystanek osobowy                                                                                        | [ 37 ] |
| Garczyn              |                            | 1                          | Przystanek osobowy                                                                                        | [ 38 ] |
| Kościerzyna          |                            | 4                          | Stacja węzłowa – Kasa biletowa, wieża wodna, Muzeum Kolejnictwa, rampy, magazyn                           | [ 39 ] |

## Przewoźnicy i pociągi

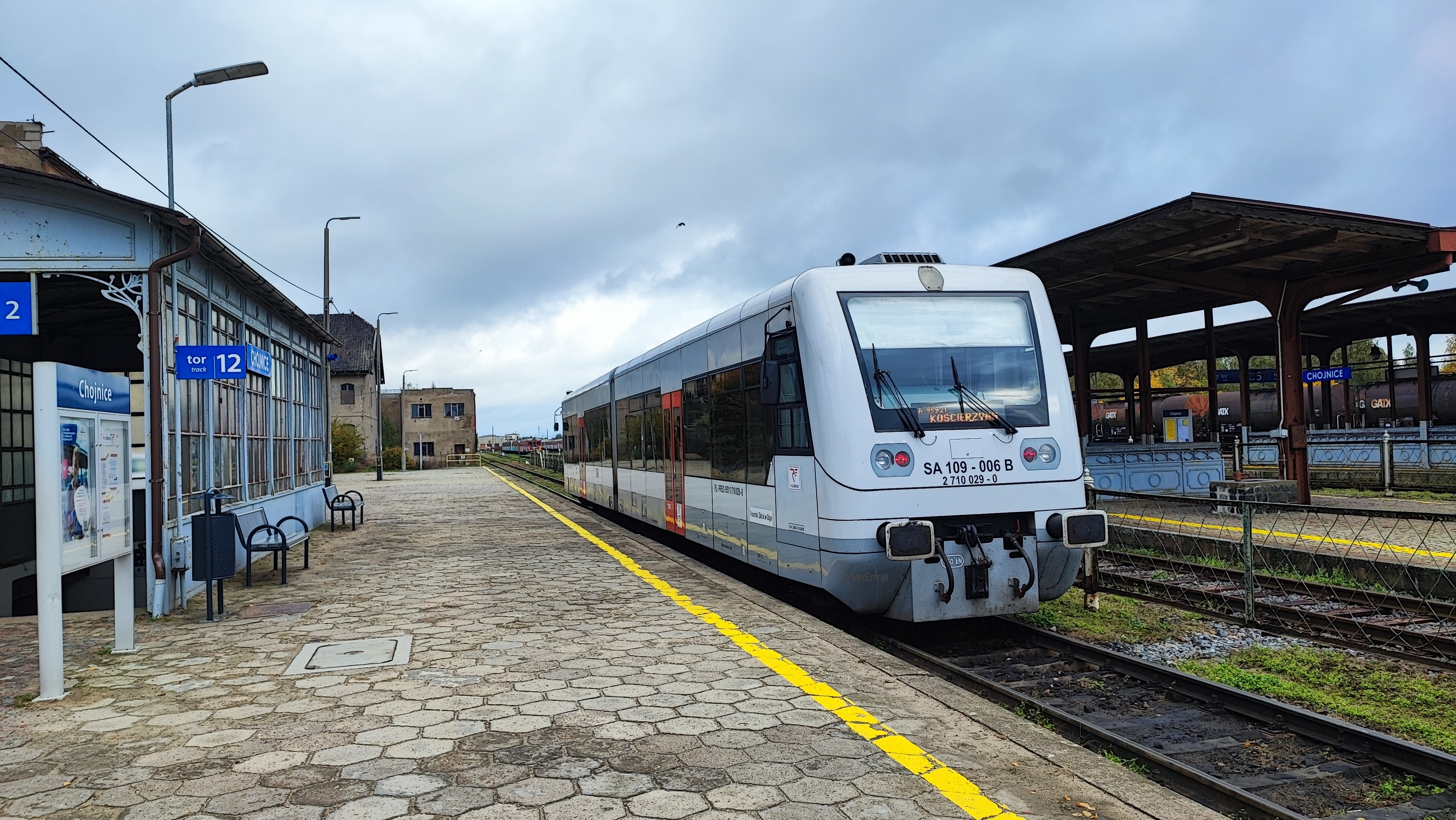
Autobus szynowy SA109-006 do Kościerzyny stoi w peronie 3 Chojnickiej stacji

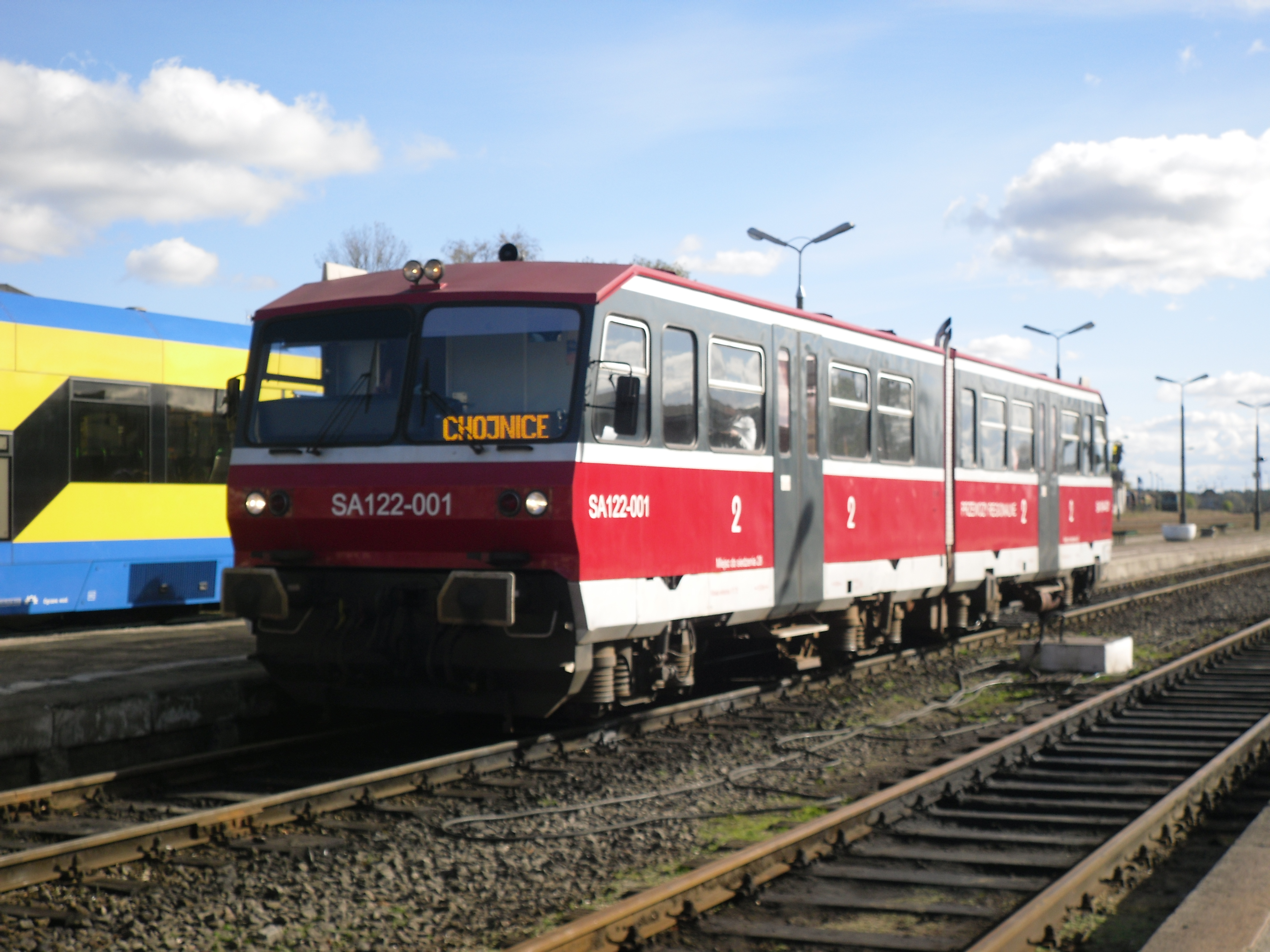
SA104 jako pociąg relacji Kościerzyna-Chojnice na stacji początkowej

### PociągiRegio
Linia kolejowa nr 211 jest typową linią lokalną z regularnym ruchem pasażerskim na całej długości. Kursują na niej pociągi w relacji Chojnice – Kościerzyna. Wg rozkładu obowiązującego od 01.09.2024 roku kursują tu 4 pary pociągów, z czego jedna tylko w dni robocze w przedłużonej relacji do Gdyni Głównej (pociąg powrotny obsługuje Port Lotniczy w Gdańsku im. Lecha Wałęsy).

### Pociągi towarowe
Ruch towarowy na linii jest niewielki, szczególnie pomiędzy Chojnicami a Lipuszem. Większość pociągów towarowych przejeżdżających tędy obsługuje przemysł w Bytowie. Linia ta jest objazdem dla odcinka Bąk-Kościerzyna, który jest używany do objazdów odcinka Tczew-Gdynia Główna.